# Landgericht Sonnenberg
Das Landgericht Sonnenberg war ein Zivil- und Strafgericht (Criminalgericht) erster Instanz in Vorarlberg in der Grafschaft Sonnenberg.
Die Grafschaft Sonnenberg (ab dem 15. Jahrhundert, vorher Herrschaft) mit dem Hauptsitz Burg Sonnenberg in Nüziders war eine Grafschaft des Heiligen Römischen Reichs und gehörte zum habsburgischen Vorderösterreich. Bis 1805 bestand das Gericht Sonnenberg aus den Gemeinden Klösterle mit Stuben, Dalaas, Innerbraz, Brand, Bürs, Bürserberg, Nüziders, Nenzing und Frastanz. Nach der Niederlage gegen Napoléon Bonaparte mussten Tirol und Vorarlberg im Frieden von Pressburg vom 26. Dezember 1805 an das Kurfürstentum Bayern abgetreten werden. Unter der bayrischen Besatzung wurde 1806 aus den ehemaligen Gerichten Sonnenberg, Damüls und Tannberg, sowie den Herrschaften Blumenegg und St. Gerold das Landgericht Sonnenberg gebildet. Der Sitz des Gerichts war zuerst in Nüziders, wurde aber schon 1810 nach Bludenz verlegt. Am 26. Juni 1814 kamen Tirol und Vorarlberg zu Österreich zurück. Bei der österreichischen Neuorganisation der Gerichte 1817 wurde das Landgericht in dieser Form beibehalten. Es ist der Vorläufer des heutigen Bezirksgerichts Bludenz.